# Madame Satan
Pour plus de détails, voir Fiche technique et Distribution.
Madame Satan (Madam Satan) est une comédie musicale à grand spectacle réalisée par Cecil B. DeMille pour la Metro-Goldwyn-Mayer en 1930. La première partie est un vaudeville, mais le film prend une autre dimension avec la fête dans le dirigeable : cette partie fut tournée en technicolor. L'ensemble sortit cependant en noir et blanc, en raison du mouvement d'opinion contre les dépenses exagérées au cinéma, alors que la crise de 1929 venait d'éclater. Le film fut un four au box-office américain. La copie originale en couleur est aujourd'hui perdue. 

## Synopsis
Une femme du monde un peu froide, Angela Brooks (Kay Johnson), découvre que son époux (Reginald Denny) la trompe. Celui-ci tente de faire passer sa maîtresse, la danseuse Trixie (Lillian Roth) pour la femme de son ami Jimmy Wade (Roland Young). La situation se complique lorsque après une scène, Angela arrive chez Trixie. Elle la met finalement au défi de l'empêcher de reconquérir son mari.
Le lendemain a lieu un grand bal costumé organisé par Jimmy Wade à bord d'un zeppelin. Après le "ballet électrique", au moment où la fête bat son plein, apparaît soudain "Madame Satan", une inconnue d'une séduction torride, prête à entraîner tous les hommes en enfer, en particulier Bob Brooks. Mais à l'extérieur, le temps commence à se gâter...

## Fiche technique
- Titre original : Madam Satan
- Titre français : Madame Satan
- Réalisateur : Cecil B. DeMille
- Producteur : Cecil B. DeMille
- Direction artistique : Cedric Gibbons et Mitchell Leisen
- Scénaristes : Jeanie Macpherson, Gladys Unger et Elsie Janis
- Photographie : Harold Rosson
- Musique : Clifford Grey, Elsie Janis et Herbert Stothart (musique du "ballet électrique")
- Montage : Anne Bauchens
- Format : 35 mm, noir et blanc et technicolor (perdu)
- Durée : 116 minutes
- Distribution : Metro-Goldwyn-Mayer
- Date de sortie : 20 septembre 1930 (États-Unis)

## Distribution
- Kay Johnson : Angela Brooks
- Elsa Peterson : Martha, femme de chambre d'Angela
- Reginald Denny : Bob Brooks
- Roland Young : Jimmy Wade
- Lillian Roth : Trixie
- Jack King : Herman (le pianiste)
- Eddie Prinz : Riff (le joueur de banjo)
- Boyd Irwin : le capitaine du dirigeable
- Wallace MacDonald : le premier officier
- Tyler Brooke : Romeo
- Ynez Seabury : Babo
- Theodore Kosloff : l'électricité (danseur)
- Martha Sleeper : la femme poisson (danseuse)
- Doris McMahon : l'eau (danseuse)
- Vera Marshe : l'appel de la nature (danseuse)
- Albert Conti : l'officier impérial
- Rina De Liguoro : l'espagnole

Actrices non créditées
- Nora Lane : invitée au bal
- Natalie Visart : petit rôle indéterminé